# 周學佑
周學佑（1966年6月12日—），中華民國外交官、政府官員。畢業於輔仁大學法律學系學士、淡江大學國際事務與戰略研究所碩士，於國立政治大學東亞研究所博士班肄業。曾任駐舊金山臺北經濟文化辦事處領事、北美事務協調委員會組長、亞東關係協會組長、臺北駐日經濟文化代表處一等秘書／政務組長、外交部亞東太平洋司副司長兼亞東關係協會副秘書長、臺北駐日經濟文化代表處札幌分處總領事銜處長、臺灣日本關係協會秘書長等職務，現任臺北駐日經濟文化代表處公使銜副代表。

## 職業生涯
2011年3月，日本東部發生大地震。4月，台灣媒體報導，中華民國搜救總隊前往日本救災卻受到政治因素干擾，中華民國外交部澄清日本以災區情勢混亂，要求搜救隊暫勿前往，但該隊依然出發，駐日本代表處接到日本通知後派政務組副組長周學佑致電該隊，表示將派員前往機場提供必要協助，並簡述外國救援隊應透過日本官方安排的立場，該隊表示理解，並於數日後返回台灣。
2015年6月，日本首相安倍晉三在眾議院特別委員會，對於第二次世界大战時，中美英三國聯合簽署的《波茨坦宣言》第6條「日本為征服世界發動侵略戰爭」的內容予以否認，並表示日本當時投降是為了結束戰爭。中華民國外交部亞東太平洋司副司長兼亞東關係協會副秘書長周學佑重申外交部持一貫立場，希望日本正視史實、深切反省。
2015年8月，中華民國前總統李登輝在接受日本《Voice》雜誌訪問時指出，沒有台灣抗日的事實，他當時是為祖國而戰的「日本人」，並認為總統馬英九主導對日抗戰勝利70周年活動，是為討好中國，台灣的慰安妇問題已經獲得解決，無須重提。外交部亞東太平洋司副司長兼亞東關係協會副秘書長周學佑表示，政府長年一貫秉持堅定立場，要求日本政府應向慰安婦受害者正式道歉與賠償，以還給應有的公道與尊嚴。周學佑強調，李登輝指「台灣的慰安婦問題已經獲得解決」並非事實，日本政府從未針對慰安婦問題與中華民國政府達成協議。
2016年10月，首屆「台日海洋事務合作對話」在日本東京舉辦，外交部亞東太平洋司副司長兼亞東關係協會副秘書長周學佑表示，在沖之鳥法律地位未有定論前，日本不得主張200海里專屬經濟區，與會人員也在會議上向日本提出。周學佑並指出，世界各國片面主張、片面執法所在都有，行政院農業委員會漁業署都會告知漁民哪些是作業高風險區域，沖之鳥就是屬於高風險區域。對於漁業界希望日本退回東聖吉16號等漁船的保釋金並要求道歉則表示，這項議題在會議中都有提出交涉，但雙方各持己見、僵持不下。2017年3月，第6屆「台日漁業委員會」在日本東京舉辦，主要是針對《台日漁業協議》適用的海域漁船作業規劃進行協商，周學佑強調，《台日漁業協議》與沖之鳥議題不同，會議主要討論漁船作業時間、地點、漁船辨識等技術性問題，至於沖之鳥議題，將在台灣舉辦的「台日海洋事務合作對話」應會對此議題與日本協商，希望在年底的魚汛期之前給漁民一個交代。
2018年9月，日本北海道發生地震後，駐札幌辦事處設立緊急服務中心，提供旅日民眾物資與洽詢解決各類問題。處長周學佑表示，感謝駐日本代表謝長廷在地震後致電關注災情與僑民、旅客以及留學生情況，且提供人員與物資到札幌辦事處。謝長廷則表示辦事處同仁所面臨的艱辛，外界難以想像，還有台灣民眾特別前來辦事處感謝協助。
2019年1月，中國共產黨中央委員會總書記習近平提出「5項對臺原則」。3月，駐札幌辦事處長周學佑投書日本《產經新聞》，說明台灣為何不接受「一国两制」。